# زرنوشة (غركان)
زرنوشة (بالفارسية: زرنوشه) هي قرية تقع في إيران في مركزي. يقدر عدد سكانها بـ 335 نسمة بحسب إحصاء 2016.